# Strategic Defense Initiative
Strategic Defense Initiative også kaldet SDI eller mere populært stjernekrigsprojektet var et amerikansk missil-forsvarsprogram, grundlagt i 1984 af daværende præsident Ronald Reagan. Ideen var at der skulle bruges satellitter og andre højteknologiske våben som et samlet atomforsvar. Dette blev indført fordi Ronald Reagan vidste at Sovjetunionen var mange år bagud med computerteknologi. Hans ideologi var derfor at Sovjetunionen enten kunne overgive sig eller brække ryggen i forsøget på at følge med.